# Backspacer
Backspacer es el noveno álbum de estudio del grupo de grunge Pearl Jam, lanzado el 20 de septiembre de 2009. La banda comenzó a trabajar en este álbum a comienzos de 2008. En 2009 realizaron las partes instrumentales sobre las canciones demo que habían compuesto el año anterior. Pearl Jam lanzó Backspacer a través de su propio sello discográfico, Monkeywrench Records, en los Estados Unidos y en el resto del mundo con Universal Music Group mediante un acuerdo alcanzado con Island Records.

## Lista de canciones
| Backspacer |                       |          |  |
| N.º        | Título                | Duración |  |
| 1.         | «Gonna See My Friend» | 2:48     |  |
| 2.         | «Got Some»            | 3:03     |  |
| 3.         | «The Fixer»           | 2:58     |  |
| 4.         | «Johnny Guitar»       | 2:51     |  |
| 5.         | «Just Breathe»        | 3:36     |  |
| 6.         | «Amongst The Waves»   | 3:59     |  |
| 7.         | «Unthought Known»     | 4:09     |  |
| 8.         | «Supersonic»          | 2:40     |  |
| 9.         | «Speed Of Sound»      | 3:34     |  |
| 10.        | «Force Of Nature»     | 4:05     |  |
| 11.        | «The End»             | 2:57     |  |
| 36:38      |                       |          |  |

## Personal
Pearl Jam
- Jeff Ament – Bajo
- Matt Cameron – Batería, percusión
- Stone Gossard – Guitarra
- Mike McCready – Guitarra
- Eddie Vedder – Voz, guitarra, diseñador

## Posicionamiento
Álbum
| Lista (2009)                    | Posición | Certificación |
| ------------------------------- | -------- | ------------- |
| Australian Albums Chart         | 1        | Platino       |
| Belgian Albums Chart (Flanders) | 6        |               |
| Canadian Albums Chart           | 1        |               |
| Croatian Albums Chart           | 1        |               |
| German Albums Chart             | 3        |               |
| Irish Albums Chart              | 2        |               |
| Italy Albums Chart              | 4        | Oro           |
| Netherlands Albums Chart        | 3        |               |
| New Zealand Albums Chart        | 1        |               |
| UK Albums Chart                 | 9        |               |
| U.S. Billboard 200              | 1        |               |

Sencillos
| Año  | Sencillo       | Posición | Posición | Posición | Posición | Posición | Posición | Posición | Posición | Posición |
| Año  | Sencillo       | US       | US Alt.  | US Rock  | AUS      | CAN      | GER      | JPN      | NZ       | UK       |
| ---- | -------------- | -------- | -------- | -------- | -------- | -------- | -------- | -------- | -------- | -------- |
| 2009 | "The Fixer"    | 56       | 3        | 2        | 22       | 14       | 97       | 78       | 11       | 93       |
| 2009 | "Just Breathe" | -        | 18       | 21       | -        | 66       | -        | -        | -        | -        |

## Premios

### Nominación Grammys 2010
- Mejor Canción de Rock - "The Fixer"